# Polycarpa fibrosa
Polycarpa fibrosa is een zakpijpensoort uit de familie van de Styelidae. Het komt voor in de Noordelijke IJszee en de noordelijke Atlantische Oceaan. P. fibrosa werd in 1852 voor het eerst geïdentificeerd en beschreven door de Amerikaanse malacoloog William Stimpson.

## Beschrijving
Polycarpa fibrosa is solitaire zakpijp met bolvormig of eivormig vorm en heeft een diameter van ongeveer 35 mm. Het heeft een zakachtig lichaam met een taaie bekleding die bekend staat als een mantel, en is dicht bekleed met korte fibrillen. Er zijn twee lange, taps toelopende, vierlobbige sifons op het bovenoppervlak. Water wordt via een van deze, de buccale sifon, de lichaamsholte ingezogen en via de atriale sifon uitgestoten. De buccale sifon heeft een ring van maximaal 60 tentakels rond de rand. Deze dienen om te voorkomen dat te grote deeltjes in de lichaamsholte worden gezogen. Dit manteldier heeft een bruinachtige kleur en is goed gecamoufleerd doordat zanddeeltjes, schelpfragmenten en modder zich aan de fibrillen hechten. Het is meestal gedeeltelijk begraven in het sediment op de zeebodem waar de twee sifons boven uitsteken.

## Verspreiding
Polycarpa fibrosa komt voor in het boreaal-arctische gebied. Het verspreidingsgebied omvat de Noordelijke IJszee en de Noord-Atlantische Oceaan, de Middellandse Zee, de Noordzee, de Saint Lawrencebaai, Fundybaai en de Golf van Maine. Het leeft losjes vastgehecht aan de zeebodem op zacht sediment op diepten die variëren van ondiep water tot meer dan 1000 meter. Het geeft de voorkeur aan schoon grind, of grof zand en schelpgrind, in tegenstelling tot de vrij gelijkaardige Molgula occulta die de voorkeur geeft aan modderige sedimenten en Molgula oculata die tussen grover materiaal wordt aangetroffen.